# Kvarntjärnen (Sorsele socken, Lappland, 730332-153835)
Kvarntjärnen är en sjö i Sorsele kommun i Lappland och ingår i Umeälvens huvudavrinningsområde. Sjön har en area på 0,0604 kvadratkilometer och ligger 367,2 meter över havet.

## Delavrinningsområde
Kvarntjärnen ingår i det delavrinningsområde (730185-154046) som SMHI kallar för Ovan VDRID = Vuovosjukke i Vindelälvens vattendra*. Medelhöjden är 455 meter över havet och ytan är 19,25 kvadratkilometer. Räknas de 118 avrinningsområdena uppströms in blir den ackumulerade arean 1 525,6 kvadratkilometer. Vindelälven som avvattnar avrinningsområdet har biflödesordning 2, vilket innebär att vattnet flödar genom totalt 2 vattendrag innan det når havet efter 373 kilometer. Avrinningsområdet består mestadels av skog (86 procent). Avrinningsområdet har 1,65 kvadratkilometer vattenytor vilket ger det en sjöprocent på 8,6 procent.